# Patatas lionesas

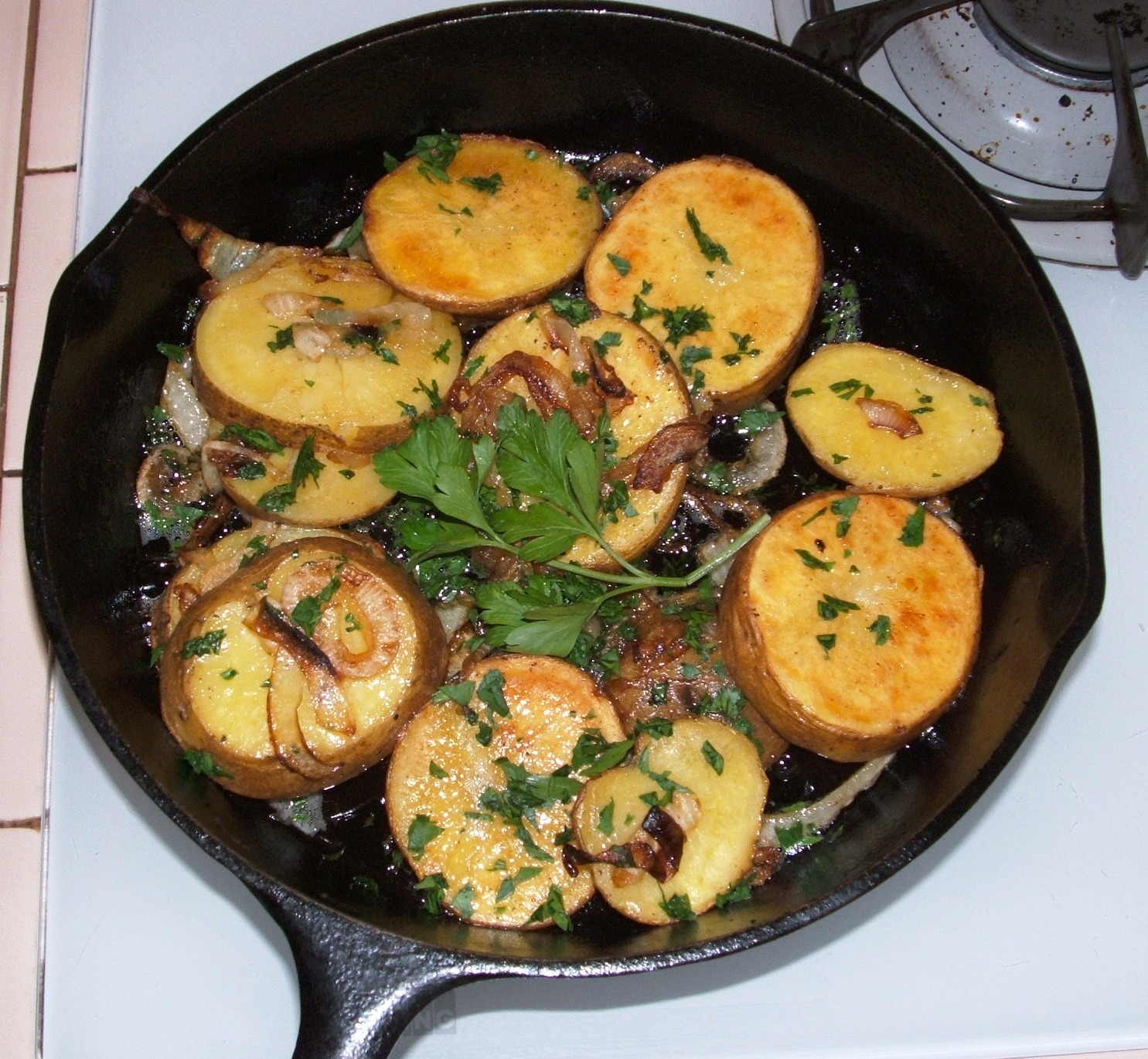
Patatas lionesas.

Las patatas lionesas son un plato francés consistente en rodajas de patata fritas en sartén con cebollas cortadas finas, salteadas en mantequilla con perejil y posiblemente otros condimentos. Para obtener un resultado óptimo, las patatas se cuecen parcialmente antes de saltearlas.